# 4.3.2.1
«4.3.2.1» — криминальный триллер режиссёра Ноэля Кларка. Четыре подруги вовлечены в историю с похищенными бриллиантами. Фильм имеет структуру дневника — истории девушек рассказываются одна за другой. Линия кражи прослеживается на протяжении всех историй. Драгоценности переходят от одного человека к другому. Выход на экраны — 2 июня 2010, Россия — 10 февраля 2011.
Расширенное название фильма в титрах — «4 девушки, 3 дня, 2 города, 1 шанс». 4.3.2.1. — код доступа от бункера в доме Кассандры.

## Сюжет
Четыре подруги — Шеннон, Керрис, Джоанна и Кассандра — встречаются в лондонской кофейне, чтобы проводить Кассандру в Нью-Йорк, где она планирует провести свидание с парнем, с которым познакомилась по Интернету, лишиться девственности на кровати из роз и заодно пройти прослушивание для поступления в музыкальный колледж. Расставшись, каждая из них оказывается вовлечена в запутанную историю.
Шеннон узнаёт, что её мать ушла из семьи. Она пытается поделиться с этим горем с подругами, но вдруг наталкивается на полное игнорирование. Депрессия приводит её к мысли о самоубийстве, вот только что делать с кучей бриллиантов, которые случайно к ней попали?
Кассандра прилетает в Нью-Йорк. Происходит встреча с парнем, с которым она познакомилась по интернету. Кассандра прощается с девственностью, но вместе с ней ей приходится проститься с деньгами и вещами. Новый знакомый подсыпает ей снотворного и грабит. Вдобавок Кассандра пропускает время встречи для прослушивания. Однако она не собирается сдаваться и отправляется на поиски вора.
Керрис встречается со своей возлюбленной. В их распоряжении шикарная квартира Кассандры на время её отсутствия. В их планах хорошенько отдохнуть. Но тут вмешивается сводный брат Керрис. Мало того, что он запирает их в комнате страха и устраивает в квартире Кассандры вечеринку, но он ещё как-то связан с похищением бриллиантов, о котором говорят в каждом выпуске новостей.
Джоанна вынуждена пойти работать в ночную смену в магазин. Там она сталкивается с менеджером Ти, который затеял что-то подозрительное с магазинским сейфом. Как оказалось, Ти один из членов преступной банды. Его сообщники нападают на магазин, и Ти в суматохе теряет партию бриллиантов. Джоанне порядком надоело, что все от родителей до менеджеров указывают ей, что делать, и она собирается взять ситуацию в свои руки.
По возвращении из Нью-Йорка Кассандра узнаёт от подруг, что Шеннон пропала. Они отправляются на поиски и едва успевают спасти её от самоубийства.

## В ролях
| Актёр                  | Роль                        |
| ---------------------- | --------------------------- |
| Тэмсин Эгертон         | Кассандра                   |
| Эмма Робертс           | Джоанна                     |
| Офелия Ловибонд        | Шеннон                      |
| Шаника Уоррен-Маркленд | Керрис                      |
| Шон Пертви             | отец Шеннон, мистер Ричардс |
| Хелен МакКрори         | мать Джоанны                |
| Мишель Райан           | Келли                       |
| Ив                     | Латиша                      |
| Кевин Смит             | Большой Ларри               |
| Ноэль Кларк            | Ти                          |
| Джейкоб Андерсон       | Анжело                      |
| Сюзанна Филдинг        |                             |
| Мэнди Патинкин         | Яго Эль                     |

## Съёмочная группа
- Режиссёр — Ноэль Кларк
- Продюсеры — Дэймон Брайант, Джастин Лэнчбери
- Сценарист — Ноэль Кларк
- Композитор — Адам Льюис, Барнеби Робсон
- Оператор — Франко Пеззино
- Художники — Мюррэй МакКиоун, Пол Харви, Алан Пирсон
- Монтаж — Марк Дэвис, Марк Эверсон

## Саундтрек
Саундтрек был выпущен 28 мая 2010 года.
Список композиций
1. «Keep Moving» — Adam Deacon & Bashy featuring Paloma Faith
2. «No Bullsh*t» — Bodyrox
3. «When I’m Alone» — Lissie
4. «Ya Get Me» (Movie Snippet) — Adam Deacon
5. «On This Ting» — Adam Deacon
6. «A Different Light» — Kerry Leatham
7. «Bend Over» (Movie Snippet) — Kevin Smith & Tamsin Egerton
8. «Better Days» (Revox) — Speech Debelle featuring Micachu, Wiley and Incredubwoy
9. «I Wanna Party» — Mz Bratt
10. «Don’t Look Back» — The Union Exchange
11. «Go Home» — Eliza Doolittle
12. «Do You Fancy Me?» (Bluff) — Kerry Leatham
13. «No Significance» — Davinche featuring Henriette Bond
14. «Drunk Girls» — The Midnight Beast
15. «Paradox» — WKB featuring Myles Sanko
16. «DanceFloor» — Davinche
17. «This Year» — Mz Bratt featuring Griminal
18. «Forever» — Ashley Walters
19. «She’s A Gangsta» — Bashy featuring Zalon
20. «You Took My Shopping» (Movie Snippet) — Tamsin Egerton
21. «Typical Actor» — Adam Deacon
22. «Pretty Young Things» — Bodyrox
23. «My Size Kid» — Adam Deacon
24. «Strangley Sexy Though» (Movie Snippet) — Эмма Робертс